# جاك هاينز (سياسي)
جاك هاينز (بالإنجليزية: Jack Heinz)‏ هو سياسي أمريكي، ولد في 10 يوليو 1908، وتوفي في 23 فبراير 1987. نشط حزبياً في الحزب الجمهوري.